# Furina
Genre
Furina est un genre de serpents de la famille des Elapidae.

## Répartition
Les espèces de ce genre se rencontrent en Australie et dans le sud de la Nouvelle-Guinée.

## Description
Ce sont des serpents ovipares.

## Liste des espèces
Selon The Reptile Database (20 août 2011) :
- Furina barnardi (Kinghorn, 1939)
- Furina diadema (Schlegel, 1837)
- Furina dunmalli (Worrell, 1955)
- Furina ornata (Gray, 1842)
- Furina tristis (Günther, 1858)

## Publication originale
- Duméril, 1853 : Prodrome de la classification des reptiles ophidiens. Mémoires de l'Académie des sciences, Paris, vol. 23, p. 399-536 (texte intégral).